# Lyn Brown
Pour les articles homonymes, voir Lyn Brown (homonymie) et Brown.
Lyn Carol Brown (née le 13 avril 1960) est une femme politique britannique du parti travailliste qui est députée pour West Ham de 2005 à 2024. Elle est ministre du Cabinet fantôme pour le Home Office de septembre 2015 au 28 juin 2016. Elle entre à la chambre des Lords en janvier 2025.

## Jeunesse et carrière
Elle est née à Londres de Joseph et Iris Brown. Elle fréquente les écoles primaires Drew Road, Silvertown et Plashet Comprehensive School avant de fréquenter le Whitelands College à Putney (qui fait maintenant partie de Université de Roehampton). En 1984, elle commence à travailler comme assistante sociale pour le Borough londonien d'Ealing.
Elle est élue conseillère du Newham London Borough Council en 1988. Elle se présente sans succès à Wanstead et Woodford aux élections générales de 1992 et est facilement battue de 16 885 voix par le conservateur James Arbuthnot.

## Carrière parlementaire
L'ancien ministre et député travailliste de la circonscription de West Ham, Tony Banks, prend sa retraite et Lyn Brown est sélectionnée pour reprendre le siège sûr des travaillistes sur une liste restreinte aux femmes. Lyn Brown devient députée aux élections générales de 2005 avec une majorité de 9 801 voix. Elle prononce son premier discours le 23 mai 2005.
En 2006, elle devient secrétaire privé parlementaire du ministre des Communautés et des gouvernements locaux, Phil Woolas. En juillet 2007, elle est nommée secrétaire privée parlementaire de John Denham, secrétaire d’État à l’innovation, aux universités et aux compétences.
En juin 2009, elle est promue au poste de whip adjoint du gouvernement. Elle reste en tant que whip dans l'opposition après les élections générales de 2010. Lors des élections de 2010, elle conserve son siège avec une majorité considérablement accrue de 22 534 voix.
En octobre 2013, elle est shadow ministre (Communautés et gouvernement local). En septembre 2015, elle est nommée shadow ministre du Home Office par Jeremy Corbyn, poste duquel elle démissionne le 28 juin 2016.
En juin 2017, un jour avant les élections générales de 2017, elle remplace temporairement Diane Abbott lorsque celle-ci a un problème de santé.

## Vie privée
En mai 2008, Brown épouse John Cullen et dans la chapelle Sainte-Marie Undercroft au palais de Westminster. La cérémonie est célébrée par un autre député travailliste et ancien vicaire Chris Bryant.